# ブーツ・ムッスリ
ブーツ・ムッスリ（Boots Mussulli、1915年11月18日 - 1967年9月23日）は、主にボストンを拠点とするイタリア系アメリカ人のジャズ・サクソフォーン奏者。
社会保障のファイルによると、彼は1915年生まれであり、かつて述べられていた1917年生まれではない。
ムッスリの最初の楽器はクラリネットで、12歳のときに初めて演奏した。1940年頃にマサチューセッツ州にてマル・ハレットと共演し、1943年から1944年の間にテディ・パウエルのグループに参加した。1944年から1947年まではスタン・ケントンと共演し、1952年と1954年のツアーでも再びケントンと共演した。また、ヴィド・ムッソ、ジーン・クルーパ (1948年)、チャーリー・ヴェンチュラ (1949年)、サージ・チャロフ、秋吉敏子 (1955年)、ハーブ・ポメロイとも共演している。
1949年、ムッスリは故郷に「ザ・クリスタル・ルーム」と呼ばれるジャズ・クラブをオープンした。1950年代半ばから音楽教育により専念し、1967年のニューポート・ジャズ・フェスティバルでは、地元のユース・オーケストラのミルフォード・ユース・バンドを率いた。その後まもなくして癌で亡くなっている。

## ディスコグラフィ

### リーダー・アルバム
- 『ブーツ・ムッスリ』 - Kenton Presents Jazz: Boots Mussulli (1954年、Capitol)
- 『ザ・フェイブル・オブ・メイベル』 - The Fable of Mabel (1954年、Storyville) ※with サージ・チャロフ、ラス・フリーマン
- 『サージ・アンド・ブーツ』 - George Wein Presents (1955年、Storyville) ※with サージ・チャロフ

### 参加アルバム
サージ・チャロフ
- 『ボストン・ブロー・アップ』 - Boston Blow-Up! (1955年、Storyville/Capitol)

スタン・ケントン
- Artistry in Rhythm (1950年、Capitol) ※1946年-1947年録音
- Encores (1950年、Capitol) ※1946年-1947年録音
- Stan Kenton's Milestones (1950年、Capitol) ※1943年-1947年録音
- Stan Kenton Classics (1952年、Capitol) ※1944年-1947年録音
- 『ザ・ケントン・エラ』 - The Kenton Era (1955年、Capitol) ※1940年-1954年録音

ハーブ・ポメロイ
- 『ライフ・イズ・ア・メニー・スプレンダード・ギグ』 - Life Is a Many Splendored Gig (1957年、Roulette)